# FC Haarlem in het seizoen 1984/85
Het seizoen 1984/1985 was het 31e jaar in het bestaan van de Haarlemse betaaldvoetbalclub FC Haarlem. De club kwam uit in de Eredivisie en eindigde daarin op de negende plaats. Tevens deed de club mee aan het toernooi om de KNVB Beker, hierin werd in de derde ronde verloren van Sparta Rotterdam (1–2).

## Wedstrijdstatistieken

### Eredivisie
|       | Ajax  | AZ '67 | FC Den Bosch '67 | Excelsior | Feyenoord | Fortuna Sittard | Go Ahead Eagles | FC Groningen | MVV   | NAC   | PEC Zwolle '82 | PSV   | Roda JC | Sparta Rotterdam | FC Twente | FC Utrecht | FC Volendam |
| ----- | ----- | ------ | ---------------- | --------- | --------- | --------------- | --------------- | ------------ | ----- | ----- | -------------- | ----- | ------- | ---------------- | --------- | ---------- | ----------- |
| Thuis | 1 – 0 | 1 – 1  | 2 – 1            | 5 – 5     | 2 – 3     | 2 – 1           | 3 – 1           | 1 – 0        | 1 – 1 | 1 – 3 | 4 – 2          | 1 – 2 | 1 – 2   | 0 – 0            | 1 – 2     | 1 – 1      | 1 – 0       |
| Uit   | 4 – 3 | 1 – 1  | 0 – 0            | 0 – 1     | 4 – 1     | 1 – 1           | 0 – 4           | 3 – 1        | 0 – 2 | 1 – 2 | 2 – 1          | 7 – 1 | 0 – 0   | 4 – 1            | 3 – 1     | 0 – 2      | 2 – 1       |

### KNVB Beker
| 1e ronde                                                 | PAX                                        | 1 – 7 (1 – 2) | FC Haarlem                                                                                  |
| 21 oktober 1984 Plaats: Hengelo Sportcomplex 't Elderink | Henry Golstein 8'                          |               | 37' Marcel Liesdek 38', 67' Joop Böckling 46', 86' Gerrie Kleton 77' Wim Balm 90' Piet Keur |
| 2e ronde                                                 | FC Haarlem                                 | 2 – 0 (2 0)   | ACV                                                                                         |
| 17 november 1984 Plaats: Haarlem Jan Gijzenkade          | Gerrie Kleton 8' Rob Collewijn 18'         |               |                                                                                             |
| 3e ronde                                                 | Sparta Rotterdam                           | 2 – 1 (1 – 1) | FC Haarlem                                                                                  |
| 13 maart 1985 Plaats: Rotterdam Het Kasteel              | Bert Veldhoen 37' Edwin Olde Riekerink 48' |               | 38' Nico Runderkamp                                                                         |

## Statistieken FC Haarlem 1984/1985

### Eindstand FC Haarlem in de Nederlandse Eredivisie 1984 / 1985
| Stand | Gespeeld | Gewonnen | Gelijk | Verloren | Punten | Doelpunten voor | Doelpunten tegen |
| ----- | -------- | -------- | ------ | -------- | ------ | --------------- | ---------------- |
| 9e    | 34       | 12       | 9      | 13       | 33     | 51              | 57               |

### Topscorers
| #      | Naam               | Goal |
| ------ | ------------------ | ---- |
| 1.     | Piet Keur          | 13   |
| 2.     | Marcel Liesdek     | 7    |
| 3.     | Wim Balm           | 5    |
| 3.     | Ricardo Moniz      | 5    |
| 5.     | Chris Verkaik      | 4    |
| 6.     | Joop Böckling      | 3    |
| 6.     | Rob Collewijn      | 3    |
| 6.     | Frans Jansen       | 3    |
| 6.     | Nico Runderkamp    | 3    |
| 10.    | Gerrie Kleton      | 1    |
| 10.    | Bert van der Kuijl | 1    |
| 10.    | Alwin Leysner      | 1    |
| 10.    | Keith Masefield    | 1    |
| 10.    | Luc Nijholt        | 1    |
| Totaal | Totaal             | 51   |

| #      | Naam            | Goal |
| ------ | --------------- | ---- |
| 1.     | Gerrie Kleton   | 3    |
| 2.     | Joop Böckling   | 2    |
| 3.     | Wim Balm        | 1    |
| 3.     | Rob Collewijn   | 1    |
| 3.     | Piet Keur       | 1    |
| 3.     | Marcel Liesdek  | 1    |
| 3.     | Nico Runderkamp | 1    |
| Totaal | Totaal          | 10   |

## Voetnoten
Ajax ·
AZ '67 ·
FC Den Bosch '67 ·
Excelsior ·
Feyenoord ·
Fortuna Sittard ·
Go Ahead Eagles ·
FC Groningen ·
Haarlem ·
MVV ·
NAC ·
PEC Zwolle '82 ·
PSV ·
Roda JC ·
Sparta Rotterdam ·
FC Twente ·
FC Utrecht ·
Willem II